# Дисперсность
Дисперсность — физическая величина, характеризующая размер взвешенных частиц в дисперсных системах.
Это величина, показывающая какое число частиц можно уложить вплотную в одном кубическом метре. Чем меньше размер частиц, тем больше дисперсность.
Дисперсная система состоит минимум из двух фаз:
1. дисперсная фаза - совокупность частиц раздробленного вещества или пор, пронизывающих вещество.
2. дисперсионная среда.

Дисперсность имеет смысл отношения площади поверхности частиц к занимаемому ими объёму или к их суммарной массе.
2) в катализаторах — характеристика доступности нанесенной фазы (как правило, металла) для реагентов, определяемая как отношение числа поверхностных атомов нанесенных частиц к общему числу атомов в этих частицах.

## Описание

Монодисперсная система частиц

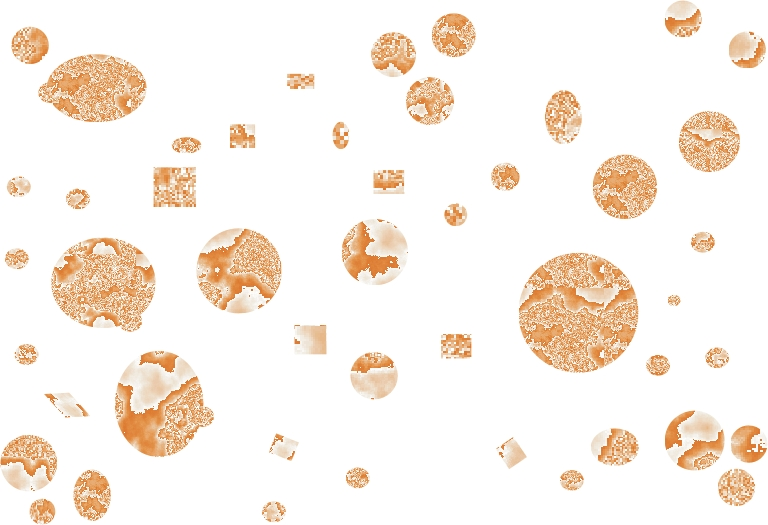
Полидисперсная система частиц

Гистограммы распределения суммарного объёма (массы) частиц по размерам:
1 — монодисперсная система;
2 — полидисперсная система.
— соответственно минимальный, максимальный и наивероятнейший размер частиц.
— функция распределения, доля суммарного объёма (или суммарной массы) дисперсной фазы приходящейся на долю частиц с единичным интервалом размеров, делённая на величину интервала.

Условно различают грубо (низко) дисперсные системы с размером частиц от 1 мкм и более и тонко (высоко) дисперсные системы с размером частиц менее 1 мкм. Усредненным показателем дисперсности является удельная поверхность. Более полное представление о дисперсности дает гистограмма распределения объёма или массы дисперсной фазы по размерам частиц. Для пористых тел вместо понятия дисперсности используют равнозначное понятие пористости. Дисперсность как технологический показатель имеет важное значение в производстве и применении различных порошкообразных и мелкозернистых продуктов, таких, как пигменты, наполнители для пластмасс, строительные материалы, фармацевтические препараты, пищевые продукты и др.
Дисперсность является одной из важнейших характеристик катализаторов, нанесенных на инертный носитель, и характеризует эффективность использования активной каталитической фазы. Выражается в долях либо процентах. Широко применяемый метод определения дисперсности нанесенной фазы основан на сопоставлении общего количества активных атомов каталитического вещества в катализаторе с числом поверхностных атомов, определённых методом селективной хемосорбции молекул-зондов (например, {\displaystyle {\ce {H2,}}} {\displaystyle {\ce {O2,}}} {\displaystyle {\ce {CO}}} и других).
Также системы различают по распределению размеров частиц. Системы с одинаковыми по размеру частицами называют монодисперсными, а с существенно различающимися размерами — полидисперсными.

## Монодисперсность
Монодисперсные системы могут быть образованы как различными объектами, находящимися в твердом или жидком состоянии, так и динамическими структурами — когерентными потоками микрочастиц, упорядоченными в пространстве и во времени. В случае строго монодисперсной системы кривая распределения её элементов по размерам имеет вид узкого пика.
Вещества в монодисперсном состоянии требуются, например:
- в научном и специальном машиностроении: для дозаторов редких или опасных веществ в том числе радиоактивных, генераторов капель, систем калибровки и т.д.;
- в биологии и медицине: для микродозирования био- и медицинских препаратов, экспресс-систем диагностики и т. д.;
- в производстве материалов со специальными свойствами (композитов, проводящих клеев и паст, высокотемпературных сверхпроводников, фотонных кристаллов и т.д.).